# Luděk Frýbort
Luděk Frýbort (25. srpna 1933 Jičín – 20. listopadu 2019 Hannover) byl český exilový spisovatel.

## Biografie
Narodil se v Jičíně jako prostřední ze tří synů v rodině důstojníka hlavního štábu československé armády. Ačkoliv rodina žila v Praze, často pobývala v matčině rodišti – v Turnově, kde se u Luďka vyvinul silný vztah ke krajině Českého ráje. V letech 1944 až 1952 studoval na gymnáziu. Z toho první dva ročníky absolvoval v Praze 7 na gymnáziu na Strossmayerově náměstí. Poté přešel na gymnázium v Dejvicích, kde v roce 1952 maturoval, avšak k vysokoškolskému studiu nebyl (mj. pro svůj kádrový původ) doporučen. Po maturitě pracoval jako technik ve Výzkumném ústavu tepelné techniky ve Vokovicích až do doby, kdy nastoupil dvouletou prezenční vojenskou službu, kterou prožil jako vojín – bez povýšení. Od roku 1956 pracoval jako technik v Ústředním ústavu geologickém v Praze s nadějí na doporučení ke studiu v tomto oboru. Místo toho byl však po necelých třech letech – na udání kolegy, člena KSČ – rozhodnutím kádrové komise přeřazen k manuální práci. Pracoval téměř 10 let převážně jako dělník na průzkumných vrtech, z toho jeden rok jako horník na uhelné šachtě. V roce 1960 se oženil a z toho manželství se narodil syn Richard, který je dlouholetým zaměstnancem Goethe-Institutu v Praze.
V letech 1969 až 1970 v rámci doznívajícího uvolnění pražského jara provozoval polosoukromou nákladní autodopravu na vlastní náklady a riziko. Po zrušení této možnosti nastoupil do zaměstnání v podniku Stavební geologie, kde pracoval jako technik zprvu v laboratoři mechaniky zemin, posléze ve skupině geologického dozoru na stavbě přehradní hráze Přísečnice, a poté v oddělení ochrany podzemních vod. V roce 1973 se rozvedl. Znovu se oženil v roce 1974 a s manželkou Silvií měli syna Erika.
V letech 1973–1979 publikoval fejetony, povídky a cestopisná pozorování v Lidové demokracii a Naší rodině, méně často i v jiných časopisech. V nakladatelství Vyšehrad byl již připraven k vydání jeho historický román Zvěst, ale pro četné pasáže, které byly nekonformní tím, že odporovaly socialistické ideologii, byla kniha stažena z edičního plánu. V té době začal uvažovat, zda neodejít do exilu. Od roku 1945 byl totiž členem skautského oddílu, a zůstal skautem i po roce 1950, kdy bylo Skautské hnutí zakázáno. Působil ve vedení ilegálního skautského oddílu a to až do roku 1958, kdy byla existence tohoto oddílu odhalena a následně byl Frýbort propuštěn z Ústředního ústavu geologického. Navíc v té době pomohl svému příteli při pokusu o útěk na Západ, a když se útěk nezdařil, měl Frýbort na krku další „kádrový“ malér. Byl potrestán dalším kádrovým opatřením – propuštěním z funkce vrtného dělníka a přeřazením k lopatě na šachtě Nosek. Další problém na sebe přivolal tím, že se v letech 1969–1970 živil jako autodopravce, což bylo při komunistickém kádrování ohodnoceno jako projev kapitalistických sklonů a stalo se zdrojem trvalé ostrakizace.
Po všech těchto zkušenostech se rozhodl odejít do exilu, což uskutečnil v roce 1979. Původním jeho záměrem bylo usadit se v USA, avšak během zastávky v Západním Německu se ukázalo, že je možné, dík manželčinu sudetoněmeckému původu, získat německé občanství a s ním i určité úlevy a výhody. V Německu byl od roku 1980 zaměstnán v Dolnosaském úřadu pro geologii a nerostné suroviny (Niedersächsisches Landesamt für Geowissenschaften und Rohstoffe) v Hannoveru, Spolková republika Německo, a to v oddělení hydrogeologie, kde se podílel na řešení výzkumného úkolu Ukládání radioaktivního odpadu (Entsorgung der radioaktiven Abfälle) až do roku 1995, kdy odešel do důchodu. Po přesídlení do Německa spolupracoval s exilovými periodiky: Hlas Bohemie (Německo), Zpravodaj a Polygon (Švýcarsko), Našinec (Jihoafrická republika), nepravidelně i s jinými.
Listopadový zlom přinesl Frýbortovi možnost širšího literárního vyjádření, především v listu Český Deník (později Týdeník), kde měl samostatnou rubriku Pohled zvenčí. Po zániku tohoto periodika pokračovala tato jeho rubrika pod týmž titulem na politické stránce inzertního listu Annonce až do roku 2009, kdy list změnil majitele. Následně přispíval do internetového deníku Neviditelný pes a do dvouměsíčníku s exilovými kořeny Nový Polygon. V lednu 2010 byl za svou literární a politickou činnost oceněn cenou Torzo naděje udělovanou Nadačním fondem angažovaných nestraníků v Praze, jako jeden ze „sedmi statečných“ (vedle Vojtěcha Cepla, Tomáše Halíka, Josefa Jařaba, Zdeny Mašínové, Jana Rumla a Ladislava Smoljaka).
Žil v Hannoveru. Jeho zálibami vždy byly psaní, cestování, krajina a příroda, konzervativní malířství a kreslení, vodáctví a lyžování, na stará kolena přibyly cyklistika, jazyky, hra na dudy, politika a historie.
Ve svých textech, které jsou psány typicky archaickým stylem, často argumenty zdravého rozumu obhajoval konzervativní vidění světa a s využitím nadsázky zpochybňoval různé aktuálně módní názory. Často se věnoval vztahu k historii a různým osobnostem, jako byl maršál Radecký, netajil se také svým monarchistickým přesvědčením.
Zemřel 20. 11. 2019 v 12:10h, doma.

## Dílo
- Češi očima exulanta, vydavatelství Annonce 2000 – výběr z úvah a esejů
- Praotcové, Annonce 2001 – polohistorický román
- Svět bez růžových brýlí, Annonce 2002 – pozorování a úvahy z cest
- Je na Západ cesta dlouhá…, Annonce 2003 – výběr z úvah a esejů
- Prokletí rodu Slavníkova, Annonce 2004 – historický román
- Mlýny boží i ďáblovy, Annonce 2006 – román z nedávné minulosti
- Z blízka i z daleka bez růžových brýlí, Annonce 2009 – pozorování a úvahy z cest
- Vlast naše Západ, Euroslavica 2011 – výběr z úvah a esejů
- Pod znamením půlměsíce, Marek Belza 2015 – román z blízké budoucnosti v Evropě podmaněné islámem.